# François Cormier-Bouligeon
François Cormier-Bouligeon, né le 19 novembre 1972 à Bourges, est un homme politique français. Membre du Parti socialiste de 1990 à 2014, puis de La République en marche depuis 2017, il est élu député du Cher lors des élections législatives de 2017.

## Biographie
Il a passé toute son enfance à Bourges et est titulaire d’un DEA de Droit public et de science politique. Sa « famille […] n’avait rien » et il « considère que l’école de la République [lui] a permis d’être là où [il est] ».
Chef de cabinet adjoint du ministre de l'Économie Emmanuel Macron puis conseiller du ministre des Sports Patrick Kanner, François Cormier-Bouligeon est élu député de la première circonscription du Cher lors des élections législatives de 2017 sous les couleurs de La République en marche !,.
Au sein du groupe LREM, il figure parmi les partisans d’une laïcité républicaine stricte. Il est proche de la ligne du Printemps républicain sur ce sujet,.
Le 23 avril 2018, il est chargé par le gouvernement, avec la sénatrice Françoise Gatel, d'une mission sur la pratique sportive tout au long de la vie. Il remet un rapport contenant 40 propositions à Édouard Philippe le 21 mars 2019.
Le 14 novembre 2019, il publie un tweet à visée promotionnelle de sirops produits dans sa circonscription en utilisant l'Assemblée nationale comme cadre. La déontologue de l'Assemblée nationale y voit un manquement à l'article 5 du Code de déontologie des députés. Il n'est toutefois pas sanctionné par l'autorité disciplinaire de l'Assemblée nationale puisqu'elle n'avait pas relevé de conflit d'intérêts. Cette décision a été vivement critiquée par les partisans de la déontologie parlementaire ainsi que par la déontologue de l'Assemblée.

## Carrière
- Assistant parlementaire du député PS Gaëtan Gorce (1998-2008)
- Directeur de cabinet du maire PS de Cosne-Cours-sur-Loire (2008-2014)
- Chef-adjoint de cabinet d'Emmanuel Macron au ministère de l'Économie et des Finances (2014-2016)
- Conseiller auprès de Patrick Kanner, ministre de la Ville, de la Jeunesse et des Sports (2016-2017)[15]